# Pankraz Schuk
Pankraz Schuk, pseudonym Maximilian Stürmer (13. května 1877, Prostějov – 13. ledna 1951, Maria Enzersdorf, Dolní Rakousy, Rakousko) byl rakouský poštovní úředník a spisovatel.

## Životopis
Pankraz Schuk se narodil v rodině továrníka. Od roku 1883 vyrůstal ve Vídni, kde v letech 1883–1888 navštěvoval obecnou školu a posléze i gymnázium. Od roku 1896 byl praktikantem na poště. Později pracoval v Mödlingu a Berndorfu an der Triesting. Od roku 1903 pracoval jako poštovní asistent v Mödlingu, později jako ředitel pošty ve Vídni. Po úspěchu svých prvních literárních prací opustil své původní zaměstnání a stal se spisovatelem na volné noze. Psal historické romány, povídky, básně i dramata.

## Dílo
- Erika, München 1900 (společně s Kurtem Walterem)
- Der König der Panduren, Prachatitz
  - 1 (1908)
  - 2 (1908)
- Thomas Rotts Traum, Ravensburg 1908
- Aus entschwundener Zeit, Graz 1911
- Ferdinand Raimunds letzte Liebe, Leipzig 1914
- Im Kampfe der Völker, München 1916
- Brüderlein fein, B. Budweis 1920
- Hollenbrunn, Wien [u. a.] 1921
- Adalbert Stifters Liebestraum, Heilbronn 1922
- Der Schullehrer von Mariensee, Wien [u. a.] 1922
- Die Söhne der Frau Harland, Wien [u. a.] 1922
- Der Weg nach Mayerling, Wien [u. a.] 1922
- Die letzten Wiener, Dillingen-Donau 1924
- Die Stadt an der Donau, Dillingen-Donau 1924
- Kaiser Josefs Jugendliebe, Dillingen [u. a.] 1925
- Der Tag des Zornes, Dillingen a. Donau 1925
- Der Totenwalzer, Dillingen a. D. 1925
- "Mein ist die Rache ...", Hildesheim 1934
- Der Sohn des Mautners, Freiburg, Schweiz [u. a.] 1936
- Wildeneichen, B. Budweis 1936
- Peter Krull, Leipzig 1940
- Rappelkopf, Leipzig 1940
- Ein Städtchen im Wiener Wald, Leipzig 1940
- Die vom Brillantengrund, Leipzig 1940
- An der schönen blauen Donau, Leipzig 1941
- Im Banne des Schicksals, Leipzig 1941
- Der Pestkönig, Leipzig 1941
- Unheimliche Erlebnisse, Dresden 1941
- Stadt in Not, Wien 1947
- Vater Rott, Wien 1947
- Vom Chorknaben zum berühmten Komponisten, Wien 1947
- Bergfluch, Wien 1948
- Der Mönch von Gaming, Mödling b. Wien 1948
- Aus dem Skizzenbuch einer Kindheit, Wien 1949
- Es begann in Gastein, Wien 1955